# Nybodtjärnen (Ytterhogdals socken, Hälsingland)
Nybodtjärnen är en sjö i Härjedalens kommun i Hälsingland och ingår i Ljusnans huvudavrinningsområde. Sjön har en area på 0,313 kvadratkilometer och ligger 410,5 meter över havet.

## Delavrinningsområde
Nybodtjärnen ingår i det delavrinningsområde (688515-144856) som SMHI kallar för Mynnar i Aspan. Medelhöjden är 467 meter över havet och ytan är 6,01 kvadratkilometer. Det finns inga avrinningsområden uppströms utan avrinningsområdet är högsta punkten. Vattendraget som avvattnar avrinningsområdet har biflödesordning 3, vilket innebär att vattnet flödar genom totalt 3 vattendrag innan det når havet efter 212 kilometer. Avrinningsområdet består mestadels av skog (84 procent). Avrinningsområdet har 0,32 kvadratkilometer vattenytor vilket ger det en sjöprocent på 5,3 procent.